# Hoplacephala mirabilis
Hoplacephala mirabilis är en tvåvingeart som beskrevs av Yu. G. Verves 1979. Hoplacephala mirabilis ingår i släktet Hoplacephala och familjen köttflugor.
Artens utbredningsområde är Sri Lanka. Inga underarter finns listade i Catalogue of Life.